# Austrumi
 AUSTRUMI (латис. Austrum Latvijas Linukss) — Linux-LiveCD дистрибутив невеликого (прибл. 430 МБ) розміру, створений на базі Slackware Linux, не вимогливий до системних ресурсів, що може працювати в будь-якій x64-сумісній системі, здатній завантажуватися з CD або з USB-пристрою. Розробляється й підтримується програмістами з Латгалії (регіон Латвії).
Операційна система та запуск програм виконуються в оперативній пам'яті, що забезпечує швидкість та можливість після старту операційної системи вилучити носій, з якого вона завантажувалася.

## Що це таке— AUSTRUMI?
- Швидкий дистрибутив Linux із підтримкою відеокарт ATI, NVIDIA та Intel.
- Містить всі необхідні основні програми для роботи та розваг.
- Сучасний інтерфейс англійською, іспанською, французькою, грецькою, угорською, італійською, латиською, російською, та українською мовами.
- Просте завантаження системи з CD, USB флеш-накопичувача або HDD.
- Пристосований як для серверів, так і для робочих станцій

## Системні вимоги
- Процесор — i386-сумісний (pentium II чи новіший);
- Оперативна пам'ять — мінімум 512 МБ (якщо менше, можлива робота з носія — boot: al nocache);
- Твердий диск — не обов'язковий;
- CD-ROM чи USB-пристрій — НЕОБХІДНИЙ.